# Герб Рудників (Коломийський район)
Герб Рудників — офіційний символ села Рудники, Коломийського району Івано-Франківської області, затверджений 27 січня 2023 р. рішенням сесії Заболотівської селищної ради.
Автори — А. Гречило та В. Косован.

## Опис герба
У золотому полі зелений дуб із жолудями, у відділеній хвилясто синій основі пливе срібна риба.

## Значення символів
Дуб є символом міцності, вказує на гордість Рудників – 800-річний старий дуб, який має в діаметрі понад 6 м. Риба, синє поле та хвилясте ділення означають розташування села над річкою Рибницею. Золото є символом щедрості, добробуту та багатства.